# Победници медитеранских игара у скоку увис
Скок увис у мушкој конкуренцији на програму медитеранских игара налази се од првих игара 1951 у Александрији. Ово је комплетан преглед свих победника у скоку увис са постигнутим резултатима, закључно са Медитеранским играма 2013 у Мерсину. Резултати су исказани у метрима.
| Медитеранске игре            |                                  | Резултат  |                               | Резултат  |                                     | Резултат |
| Александрија 1951. детаљи    | Georges Damitio · Француска      | 2,00 РМИ  | Papagallo Thiam · Француска   | 1,90      | Михајло Димитријевић ФНРЈ           | 1,80     |
| Барселона 1955. детаљи       | Морис Фурније · Француска        | 1,98      | Papagallo Thiam · Француска   | 1,98      | Cetin Sahiner · Турска              | 1,90     |
| Бејрут 1959. детаљи          | Морис Фурније · Француска        | 1,99      | Cetin Sahiner · Турска        | 1,96      | Michel Hermann · Француска          | 1,90     |
| Напуљ 1963. детаљи           | Мауро Бољато · Италија           | 2,03 РМИ  | Драган Анђејковић · СФРЈ      | 2,00      | Raymond Dugarreau · Француска       | 1,95     |
| Тунис 1967. детаљи           | Миодраг Тодосијевић · СФРЈ       | 2,13 РМИ  | Јоанис Кусулас · Грчка        | 2,05      | Полде Милек · СФРЈ                  | 2,02     |
| Измир 1971. детаљи           | Gian Marco Schivo · Италија      | 2,11      | Јоанис Кусулас · Грчка        | 2,11      | Димитриос Патронис · Грчка          | 2,08     |
| Алжир 1975. детаљи           | Ђордано Ферари · Италија         | 2,16 РМИ  | Енцо дел Форно · Италија      | 2,16      | Димитриос Патронис · Грчка          | 2,13     |
| Сплит 1979. детаљи           | Масимо ди Ђорђо · Италија        | 2,26 РМИ  | Оскар Раизе · Италија         | 2,24      | Данијел Темим · СФРЈ                | 2,20     |
| Казабланка 1983. детаљи      | Othmane Belfaa · Алжир           | 2,26 =РМИ | Bernard Bachorz · Француска   | 2,26 =РМИ | Franck Verzy · Француска            | 2,22     |
| Латакија 1987. детаљи        | Новица Чановић · СФРЈ            | 2,24      | Лука Тозо · Италија           | 2,24      | Данијеле Пагани · Италија           | 2,21     |
| Атина 1991. детаљи           | Othmane Belfaa · Алжир           | 2,28 РМИ  | Лука Тозо · Италија           | 2,26      | Фабрицио Борелини · Италија         | 2,26     |
| Лангдок-Русијон 1993. детаљи | Jean-Charles Gicquel · Француска | 2,26      | Gustavo Becker · Шпанија      | 2,23      | Миха Пријон · Словенија             | 2,23     |
| Бари 1997. детаљи            | Стеван Зорић · СР Југославија    | 2,28 =РМИ | Артуро Ортиз · Италија        | 2,26      | Ignacio Pérez · Шпанија             | 2,26     |
| Тунис 2001. детаљи           | Абдерахман Хамад · Алжир         | 2,25      | Ђулио Чоти · Италија          | 2,19      | Елвир Крехмић · Босна и Херцеговина | 2,19     |
| Алмерија 2005. детаљи        | Кирјакос Јоану · Кипар           | 2,24      | Јоанис Константину · Кипар    | 2,21      | Grégory Gabella · Француска         | 2,21     |
| Пескара 2009. детаљи         | Кирјакос Јоану · Кипар           | 2,30 РМИ  | Константинос Баниотис · Грчка | 2,28      | Драгутин Топић · Србија             | 2,26     |
| Мерсин 2013. детаљи          | Костадинос Баниотис Грчка        | 2,34 РМИ  | Силвано Ћесани Италија        | 2,28      | Фабрис Сен Жан Француска            | 2,24     |